# Victorí de Camerino
Victorí de Camerino (Septempeda, actual San Severino Marche, província de Macerata, ca. 470 - Camerino, 8 de juny de 538) fou un eremita de Pioraco (Camerino). És venerat com a sant per l'Església catòlica.

## Biografia
Les escasses notícies de la seva vida deriven d'una Acta Sanctorum Severini et Victorini  escrita entre els segles VII-IX, amb abundants elements llegendaris. Havia nascut a Septempeda en una família noble, en acabar el segle v. Amb el seu germà Severí de Septempeda, van renunciar a la vida acomodada: van repartir les seves riqueses i van retirar-se a fer vida eremítica a unes coves de Montenero, prop de Septempeda; més tard, Victorí va voler estar sol i va anar a una cova del Monte Gualdo, prop de Pioraco. Per evitar caure en la temptació de la carn (diu la tradició que el diable, en forma de dona, el va temptar demanant-li refugi una nit) es va infligir com a penitència lligar-se els braços a dues branques d'un arbre, tenint-los en alt com si pregués; segons la llegenda, el bisbe de Camerino l'alliberà després de tres anys de penitència.
Va morir en la seva cova el 538.

## Veneració
Va morir en llaor de santedat. Els habitants de Pioraco recolliren les seves restes, les sebolliren a l'ermita on havia viscut i el feren sant patró de la ciutat. En 1711 les restes van ésser traslladades a la capella Sparapani de l'antiga catedral de Camerino i, el 1834, a la cripta de la nova catedral. El 1950, finalment, van ésser portades a l'església parroquial de Pioraco, on són avui.
És festejat el dia 8 de juny.